# Koning Klant
Koning Klant was een consumentenprogramma van de VARA dat werd uitgezonden van 8 oktober 1965 tot medio 1983. De herkenningsmelodie was een deel van het nummer The Good Old Days van Henry Mancini.
Het was destijds het enige consumentenprogramma op de Nederlandse televisie en werd bedacht, gemaakt en gepresenteerd door Gerrit Schilder. Daarna werd het lange tijd gepresenteerd door Wim Bosboom, Gerrit Eerenberg en Letty Kosterman, maar ook Hedy d'Ancona en Elles Berger hebben in het programma gepresenteerd. Het programma werd eens per veertien dagen uitgezonden, de andere week afgewisseld door De Ombudsman.
Het programma had tot doel minder koopkrachtige consumenten te helpen en mondig te maken bij het oplossen van problemen op consumentengebied. Een bekende rubriek was de  Miskoop van de maand, die regelmatig, net als bij het vijftien jaar later begonnen TROS-consumentenprogramma Kieskeurig, over de aankoop van een tweedehands auto ging. Ook werden producten getest. Een andere bekende rubriek was Ken Uw recht, waarin consumenten van (juridisch) advies werden voorzien door een deskundige bij klachten of problemen met een leverancier, bedrijf of instelling. Ook was er vaak aandacht voor moeilijk te openen verpakkingen en werd het openen daarvan getest of naar een oplossing gezocht. In de zomer werd op een veertigtal vaste plaatsen in het hele land oppervlaktemetingen van de kwaliteit van het open water en zeewater verricht, zowel voor wat betreft zwem- als viswater. De metingen werden beoordeeld met goed, verdacht of slecht.
Op 18 maart 1968 was er een extra lange uitzending waarbij Gerrit Eerenberg samen met Netty Rosenfeld de kijkers informeerden over het invullen van het aangiftebiljet inkomstenbelasting. Na het overlijden van Gerrit Eerenberg in 1978 en de overstap van Wim Bosboom naar de TROS in 1980 bleef alleen Letty Kosterman over als presentator ,maar kreeg in 1981 versterking met Joep Bonn. In 1982 stapte Kosterman over naar het programma Vroege Vogels en bleef alleen Bonn presentator.
In 1983 ging Koning Klant op in het nieuwe programma Konsumentenman van Frits Bom. In 1989 kreeg het programma weer een opvolger met het nog steeds bestaande consumentenprogramma Kassa.